# Спасское (Слободской район)
Спасское — деревня в Слободском районе Кировской области в составе Закаринского сельского поселения.

## География
Находится на расстоянии примерно 23 км по прямой на юго-восток от районного центра города Слободской.

## История
Известна с 1678 года как починок Кистеневский с 6 дворами. В 1764 году отмечено здесь (деревня Кистеневская) 42 жителя. В 1873 году в деревне было учтено дворов 14 и жителей 106, в 1905 19 и 108, в 1926 23 и 136, в 1950 22 и 80 соответственно. В 1989 году было учтено 29 постоянных жителя. 

## Население
Постоянное население  составляло 26 человек (русские 96%) в 2002 году, 23 в 2010.